# Царь и плотник
«Царь и плотник, или Два Петра» (нем. Zar und Zimmermann), в русских постановках «Царь-плотник», «Пётр I в Саардаме» — немецкая комическая опера 1837 года композитора Альберта Лорцинга о пребывании Петра Великого в Саардаме инкогнито.

## История создания
В основу оперы лёг популярный анекдот: Вольтер в «Истории Петра I» писал о том, как русский царь во время Великого посольства в 1697 г. под чужим именем изучал кораблестроение, трудясь как простой плотник в Саардаме (Голландия). На этот сюжет, помимо данной оперы, были написаны:
- «Петр Великий» (Pierre le Grand) А.-Э.-М. Гретри (1790)
- «Царь-плотник, или Достоинство женщины» — зингшпиль К. А. Лихтенштейна (1814)
- «Бургомистр Саардама, или Два Петра» Мельвиля, Ж. Буари и Ж. Мерле — водевиль
- «Пётр Великий, царь русский, или Ливонский плотник» (Pietro il grande Czar delle Russie о II Falegname di Livonia) — опера Доницетти
- «Молодость Петра Великого» (Die Jugendjahre Peter des Großen) — опера Й. Вайгля
- оперы Т. Кука, Л. Росси, Н. Ваккаи и др.

Либретто оперы было написано самим композитором на основе водевиля «Бургомистр Саардама, или Два Петра» (нем. Der Bürgermeister on Saarlem, oder Die zwei Peter) Георга Кристиана Рёмера, написанного на базе одноимённого французского водевиля (фр. Le Bourgesmestre de Sardam, ou Les deux Pierres) Мельвиля, Ж. Буари и Ж. Мерле.
Премьера состоялась 22 декабря 1837 года в Лейпциге, причём сам автор исполнял роль Петра Иванова (Петр I — Рихтер, Петр Иванов — Лорцинг, Ван Бетт — Бертольд, Мария — Гюнтер, Лефорт — Погнер, лорд Синдгем — Беккер, маркиз фон Шатонеф — Свобода, вдова Браве — Лорцинг).

## Сюжет
В 1698 году царь Пётр работает на верфи в Саардаме под именем «Пётр Михайлов». Одновременно с ним здесь же работает русский дезертир Пётр Иванов, влюблённый в племянницу бургомистра Марию. Правительство присылает бургомистру приказ найти таинственного приезжего, который носит имя «Пётр». Подозрения чиновника падают не на настоящего царя, а на надоедливого ухажёра. Одновременно с этим царя ищут английский и французский посланник. Бедного дезертира опознают и чествуют как царя. Однако в финале узел распутывается, влюблённые сочетаются браком, а царь, заключив полезные договоры, убывает на родину усмирять стрельцов.

### Действующие лица
- Пётр Михайлов (Пётр I) — баритон
- Пётр Иванов — тенор
- Ван Бетт, бургомистр Саардама — бас
- Мари — сопрано
- Маркиз де Шатенеф, французский посланник — тенор
- Вдова Брове, начальница плотников — меццо-сопрано
- Лорд Синдхэм, английский посланник — бас
- Франц Лефорт — бас

### Историческая достоверность
Хронология смещена, многое досочинено автором.

### Музыка
«Музыка опирается на традиции немецкого зингшпиля, обогащенного опытом французской и итальянской школ. Лирика и юмор, буффонада, гротеск сочетаются органически. Партия Петра I, к сожалению, музыкально наименее богата, зато образ бургомистра ван Бетта — один из самых удачных в оперной литературе. Его тупость и самодовольство превосходно переданы музыкой. Опера блещет выразительными комедийными сценами (экзамен, которому подвергает бургомистр обоих Петров, кантата в честь мнимого царя, мужской секстет, финал II д. и др.). Она очень сценична. Почти каждая из партий дает исполнителям благодарный материал».

#### Арии
- Ария царя — Nur eurem Glück war mein Leben
- Ария бургомистра — O sancta justitia! Ich möchte rasen (O ich bin klug und weise, Und mich betrügt man nicht)
- Романс маркиза — Lebe wohl, mein fland’risch Mädchen
- Ария царя — Sonst spielt' ich mit Zepter, mit Krone und Stern
- Мужской секстет

## Постановки
Опера, впервые представленная 22 декабря 1837 года на сцене лейпцигского Старого театра, оказалась самым удачным сочинением композитора и впоследствии регулярно входила в репертуар немецких театров.
Её ставили во многих странах мира: Копенгаген (1841, на нем. яз., 1846), Прага (1841, на нем. яз., 1846), Вена (1842), Стокгольм (1843), Лайбах (1844, на нем. яз., 1898), Амстердам (1845, на нем. яз., 1886), Будапешт (1848), Нью-Йорк (1857, на нем. яз., 1882), Брюссель (1864, на нем. яз., 1867), Лондон (1871) и проч.
В России сочинение о представителе династии Романовых было под цензурным запретом, и лишь 2 года спустя после революции 1905 года она была впервые поставлена.
- 15 февраля 1907 г. в петербургском Народном доме. В роли Петра I — П. Андреев.
- 26 марта 1908 — Новый театр — Оперный театр Зимина, Москва, под названием «Царь-плотник». Пер. Орловой, дирижёр Букке, пост. Ивановского; Пётр I — Сперанский, Пётр Иванов — Эрнст, Ван Бетт — Оленин, Мария — Цветкова, Лефорт — Чугунов, лорд Синдгем — Шаповалов.
- Под тем же названием шла в Петербурге и Киеве.
- 28 декабря 1919 г. — на сцене бывшего Михайловского театра (Петроград). Дирижёр Фительберг, пост. Боссе, реж. Циммерман, балетм. Петров, Пётр I — П. Андреев, Петр Иванов — Большаков, Ван Бетт — Журавленке, Мария — Коваленко, Лефорт — Белянин, лорд Синдгем-Боссе, маркиз де Шатонеф — Третьяков
  - 10 февраля 1957 г. тот же театр, называвшийся уже Ленинградским Малым оперным, возобновил спектакль. дирижёр Дониях, пост. Соловьева, худ. Соломко, хормейстер Е. Лебедев, балетм. Боярский.
- 1940 — Свердловский театр оперы и балета им. Луначарского, пост. под назв. «Петр I в Саардаме», новое либретто И. Келлера и С. Королькова (дирижёр А. Людмилин, реж. Келлер, худ. В. Людмилин, хормейстер Преображенский)
- 8 сентября 2011 — Камерный музыкальный театр им. Б. А. Покровского